# Detroit Fury
Die Detroit Fury waren ein Arena-Football-Team aus Auburn Hills, Michigan, das in der Arena Football League (AFL) spielte. Ihre Heimspiele trugen die Fury im Palace of Auburn Hills aus.

## Geschichte
Die Fury wurden 2001 gegründet und spielten vier Jahre in der AFL. Miteigentümer war William Davidson, dem auch die Detroit Pistons gehörten.
In ihrer Geschichte erreichten die Fury zwei Mal die Playoffs. Nachdem 2004 kein Käufer für das Franchise gefunden wurde, löste sich das Franchise auf.

## Saisonstatistiken
| Jahr | Team         | Liga | S | N  | Playoffs erreicht | Playoffrunde                                                                               |
| ---- | ------------ | ---- | - | -- | ----------------- | ------------------------------------------------------------------------------------------ |
| 2001 | Detroit Fury | AFL  | 7 | 07 | ja                | N Wild Card Round gg. Arizona Rattlers 44:52                                               |
| 2002 | Detroit Fury | AFL  | 1 | 13 | nein              |                                                                                            |
| 2003 | Detroit Fury | AFL  | 8 | 08 | ja                | S Wild Card Round gg. Grand Rapids Rampage 55:54 N Viertelfinale gg. Tampa Bay Storm 48:52 |
| 2004 | Detroit Fury | AFL  | 5 | 11 | nein              |                                                                                            |

## Zuschauerentwicklung
| Jahr | Team         | Zuschauerdurchschnitt |
| ---- | ------------ | --------------------- |
| 2001 | Detroit Fury | 09.080                |
| 2002 | Detroit Fury | 10.104                |
| 2003 | Detroit Fury | 06.941                |
| 2004 | Detroit Fury | 05.693                |